# Hannu Koivunen
Hannu Koivunen (* 17. September 1948 in Turku, Finnland; † 21. März 2025 in Berlin) war ein deutsch-finnischer Eishockeyspieler, der unter anderem für den Berliner SC und ECD Iserlohn in der Bundesliga aktiv war. Mit Berlin wurde er zweimal Deutscher Meister.

## Karriere
Nach Anfängen bei Turun Palloseura (TPS) in seiner Heimatstadt Turku verbrachte Hannu Koivunen den Großteil seiner Karriere in Deutschland. Zehn Jahre lang spielte er in der Bundesliga für den Berliner SC, mit dem er seine größten Erfolge feierte. So wurde er mit der Mannschaft in den Spielzeiten 1973/74 und 1975/76 zweimal Deutscher Meister, hinzu kamen zwei Vizemeisterschaften in den Jahren 1975 und 1978. Zur Saison 1982/83 wechselte der Verteidiger innerhalb der Bundesliga zum ECD Iserlohn, für den er zwei Jahre aktiv war. Anschließend kam er zur ESG Kassel aus der 2. Bundesliga, die er in der Spielzeit 1985/86 als Kapitän aufs Eis führte. Außerdem war er dort als Trainer im Nachwuchsbereich tätig.
Das letzte Jahr seiner aktiven Karriere verbrachte Koivunen in der Saison 1986/87 beim Krefelder EV (KEV). Nach der Entlassung des Cheftrainers Anton Waldmann wurde er ab dem Januar 1987 zum Spielertrainer berufen. Zur Saison 1987/88 übernahm er die Mannschaft als hauptamtlicher Headcoach. Er gewann mit dem KEV in den Jahren 1988 und 1989 die Meisterschaft der 2. Bundesliga, verpasste in der Relegation aber beide Male den Aufstieg in die Bundesliga. Nach der Saison 1988/89 wurde er abgelöst und trat danach nicht wieder als Trainer in Erscheinung.

## Erfolge und Auszeichnungen
- 1974 Deutscher Meister mit dem Berliner SC
- 1975 Deutscher Vizemeister mit dem Berliner SC
- 1976 Deutscher Meister mit dem Berliner SC
- 1978 Deutscher Vizemeister mit dem Berliner SC

### Als Trainer
- 1988 Meister der 2. Bundesliga mit dem Krefelder EV
- 1989 Meister der 2. Bundesliga mit dem Krefelder EV

## Karrierestatistik
(Legende zur Spielerstatistik: Sp oder GP = absolvierte Spiele; T oder G = erzielte Tore; V oder A = erzielte Assists; Pkt oder Pts = erzielte Scorerpunkte; SM oder PIM = erhaltene Strafminuten; +/− = Plus/Minus-Bilanz; PP = erzielte Überzahltore; SH = erzielte Unterzahltore; GW = erzielte Siegtore; 1 Play-downs/Relegation; Kursiv: Statistik nicht vollständig)